# Kalidium cuspidatum
Kalidium cuspidatum är en amarantväxtart som först beskrevs av Ung.-sternb., och fick sitt nu gällande namn av Valery Ivanovich Grubov. Kalidium cuspidatum ingår i släktet Kalidium och familjen amarantväxter.

## Underarter
Arten delas in i följande underarter:
- K. c. cuspidatum
- K. c. sinicum